# 85% Proof
85% Proof è il sesto album in studio del cantante inglese Will Young, pubblicato il 25 maggio 2015.

## Tracce
1. Brave Man – 4:03 (Will Young, Jim Eliot, Mima Stilwell)
2. Promise Me – 3:35 (Will Young, Jim Eliot, Mima Stilwell)
3. Love Revolution – 2:58 (Will Young, Jim Eliot, Mima Stilwell, Ivan Matias, Robert Borrmann, Andrea Martin, Edmund Clement)
4. U Think I'm Sexy – 3:29 (Will Young, Jim Eliot, Mima Stilwell)
5. Gold – 3:50 (Will Young, Jim Eliot, Mima Stilwell)
6. Like a River – 3:39 (Will Young, Jim Eliot, Mima Stilwell)
7. Joy – 3:28 (Will Young, Jim Eliot, Mima Stilwell)
8. Blue – 3:34 (Jim Eliot, Stephen Wrabel, Dan McDougall)
9. Thank You – 3:39 (Will Young, Jim Eliot)
10. I Don't Need a Lover – 3:47 (Nick Jarl, Richey McCourt)

## Classifiche
| Classifiche (2015) | Posizione massima |
| ------------------ | ----------------- |
| Irlanda            | 38                |
| Regno Unito        | 1                 |